# 台82線
台82線（東西向快速公路——東石嘉義線），是臺灣位於嘉義縣之東西向省道快速公路。西起東石鄉，東至水上鄉之水上系統交流道銜接國道三號，總長33.475公里。此路線是12條東西向快速公路之中3條具有速限每小時一百公里的快速公路之一，但朴子交流道以西則為最高速限每小時七十公里之普通省道。

## 概述
台82線「現行起點」位於嘉義縣東石鄉東石村、猿樹村交界處的縣道168號路口，依據官方公告的快速公路通車情形與速限統計表，該處里程數為0k+525。
台82線除22.5公里嘉義系統交流道出口匝道及從32.7公里嘉義交流道到33.959公里水上系統交流道出口路段外，其餘路段開放汽缸總排氣量逾250c.c.之大型重型機車行駛。

## 交流道
| 台82線路線設施里程一覽表  |       |                    |                               |                                     |            |                                                   |                                                                                     |
| 標誌                      | 里程  | 名稱               | 順樁預告                      | 逆樁預告                            | 形式       | 通車日                                            | 銜接道路 →聯絡地區                                                                  |
|                           |       |                    |                               |                                     |            |                                                   |                                                                                     |
| 0                         | 0.525 | 東石端             | 現行起點                      | 漁人碼頭 六腳 現行終點              | 平交路口   | 2012年7月                                         | 縣道168號 · →東石鄉東石市區、東石漁人碼頭                                           |
| 此處有交通號誌            | 0.6   | 東石平交路口       | 不適用                        | 不適用                              | 平交路口   | 2012年7月                                         | （農路）                                                                            |
| 此處有交通號誌            | 0.8   | 東石鄉公所平交路口 | 與縣道168號共線起點           | 六腳 東石鄉公所 與縣道168號共線終點 | 平交路口   | 2012年7月                                         | 縣道168號 · →東石鄉東石市區、東石鄉公所                                             |
| 此處有交通號誌            | 2     | 台61線平交路口     | 口湖 鰲鼓濕地森林園區 布袋    | 布袋 口湖                           | 平交路口   | 2012年7月                                         | 東石一交流道、東石二交流道 →布袋鎮、口湖鄉、布袋港、鰲鼓濕地森林園區                |
| 此處有交通號誌            | 3     | 永屯平交路口       | 口湖 布袋                     | 布袋 布袋漁港 口湖 鰲鼓濕地森林園區 | 平交路口   | 2012年7月                                         | 台17線 · →布袋鎮、口湖鄉、布袋港、鰲鼓濕地森林園區                                  |
| 此處有交通號誌            | 4.5   | 洲仔平交路口       | 朴子 洲仔 與縣道168號共線終點 | 洲仔 朴子 與縣道168號共線起點       | 平交路口   | 2012年11月23日                                    | 縣道168號、嘉14線 · →東石鄉洲仔                                                     |
| 此處有交通號誌            | 5.1   | 平交路口           | 不適用                        | 不適用                              | 平交路口   | 2012年11月23日                                    | （農路）                                                                            |
| 此處有交通號誌            | 5.4   | 平交路口           | 不適用                        | 不適用                              | 平交路口   | 2012年11月23日                                    | （農路）                                                                            |
| 此處有交通號誌            | 5.7   | 洲仔平交路口       | 港墘 洲仔                     | 洲仔 港墘                           | 平交路口   | 2012年11月23日                                    | 嘉14線 · →東石鄉洲仔＆港墘                                                          |
| 此處有交通號誌            | 6     | 平交路口           | 不適用                        | 不適用                              | 平交路口   | 2012年11月23日                                    | （農路）                                                                            |
| 此處有交通號誌            | 6.2   | 港墘平交路口       | 朴子 布袋                     | 布袋 朴子                           | 平交路口   | 2012年11月23日                                    | 縣道157號 · →東石鄉港墘、朴子市𧃽菜埔、布袋鎮                                       |
| 此處有交通號誌            | 6.5   | 平交路口           | 不適用                        | 不適用                              | 平交路口   | 2012年11月23日                                    | （農路）                                                                            |
| 此處有交通號誌            | 6.9   | 平交路口           | 不適用                        | 不適用                              | 平交路口   | 2012年11月23日                                    | （農路）                                                                            |
| 此處有交通號誌            | 7.3   | 平交路口           | 不適用                        | 不適用                              | 平交路口   | 2012年11月23日                                    | （農路）                                                                            |
|                           | 8.1   | 樹林頭             | 朴子市區 樹林頭 快速公路起點  | （僅東出西入） 快速公路終點         | 直接式     | 2012年11月23日                                    | 側車道：嘉45-1線⇒縣道161號 · →朴子市朴子市區、布袋鎮樹林頭                          |
| 8.1K 快速公路高架路段起點 |       |                    |                               |                                     |            |                                                   |                                                                                     |
| 10                        | 10.1  | 朴子               | 朴子 義竹                     | 義竹 朴子                           | 簡易鑽石型 | 2009年11月24日（西出東入） 2012年11月23日         | 台19線 · 側車道：嘉45-1線 · →朴子市朴子市區、義竹鄉                                 |
| 14                        | 14.4  | 祥和               | 太保 故宮南院 鹿草            | 鹿草 太保 故宮南院                  | 單葉型     | 2000年10月（西出東入） 2009年11月24日（東出西入） | 嘉45線 · 側車道：嘉45-1線 · →太保市祥和、鹿草鄉馬稠後、六腳鄉、嘉義縣政府、故宮南院 |
| 18                        | 18.6  | 鹿草               | 太保 高鐵站 鹿草              | 鹿草 太保 高鐵站                    | 鑽石型     | 2000年10月（西出東入） 2008年1月3日（東出西入）   | 縣道167號⇒台37線 · →鹿草鄉鹿草市區、太保市太保市區、高鐵嘉義站                      |
| 22                        | 22.5  | 嘉義系統           | 嘉義 新營                     | 新營 嘉義                           | 苜蓿葉型   | 2002年4月3日                                      | 中山高速公路                                                                        |
| 25                        | 25.9  | 水上               | 水上 後壁                     | 後壁 水上                           | 鑽石型     | 2000年10月                                        | 縣道163號⇒台1線 · →水上鄉水上市區、後壁區                                           |
| 30                        | 30.6  | 中和               | 嘉義 白河                     | 白河 嘉義                           | 鑽石型     | 2005年11月25日                                    | 嘉175線 · →水上鄉中、白河區、西區                                                   |
| 32                        | 32.7  | 嘉義               | 中埔 嘉義 白河                | 白河 中埔 嘉義                      | 單點鑽石型 | 2000年10月                                        | 市道165號 · →中埔鄉、白河區、東區                                                   |
| 34                        | 34.0  | 水上系統           | 中埔 白河 快速公路終點        | 快速公路起點                        | Y型        | 2001年11月27日                                    | 福爾摩沙高速公路                                                                    |

## 車道數及速限
| 路段                 | 車道數 | 車道數 | 車道數 | 速限（km/h） | 速限（km/h） |
| 路段                 | 東行   | 西行   | 雙向   | 東行         | 西行         |
| -------------------- | ------ | ------ | ------ | ------------ | ------------ |
| 東石端～8.5K         | 2      | 2      | 4      |              |              |
| 8.5K～9.1K           | 2      | 2      | 4      |              |              |
| 9.1K～水上系統交流道 | 2      | 2      | 4      |              |              |

## 側車道
自台82線8.1K高架橋起點處至祥和交流道接嘉45線止，該段側車道納編為嘉45-1線。

## 後續計畫

### 觸口延伸線
評估從國道3號與台82線交會的水上系統至番路鄉觸口之間增設聯絡道。公路總局2011年「台82線延伸至觸口地區委託初步可行性評估」，規劃自水上系統經中埔鄉，再橫跨八掌溪，拉至台18線阿里山公路起點的觸口，路線長度10.5公里，寬22.9公尺，雙向四車道，可降低台18線在福高中埔交流道至頂六、隆興、牛埔仔等路段交通負荷，縮短高鐵嘉義站往來阿里山區時程，估可節省十至十五分。
前述方案建設總經費約需100億元，投資益本比僅0.49，低於門檻值，即使只做「觸口地區至福高水上系統增設聯絡道」也要花54億，沿途聚落用地取得難度高。

### 東石至朴子段高架化
台82線快速公路，從2000年國1至國3區間的東半段通車後，西半段歷經民眾抗爭，遂將東石鄉境8公里路段自高架道路模式改以平面道路及部分道路與縣道168號共線方式施工通車。近年因東石漁人碼頭、烤蚵吃到飽遊客量大增，經常造成出入東石市區車流回堵，民進黨立委蔡易餘推動台82延伸高架串連台61線、布袋第二聯外道路等工程。交通部公路局就台82線高架化延伸至台61線已啟動可行性評估，目前進入期中報告階段，粗估工程經費300億元上下，如最後確定核定施作，將成嘉義縣有史以來造價金額最龐大的公共建設。

## 相關資訊
- 興建單位：交通部公路局
- 維護單位：交通部公路局
- 管理單位：嘉義縣政府警察局

### 文獻
- 台82線東西向快速公路朴子至鹿草段九十八年十一月二十四日下午三時正式開放通車 （页面存档备份，存于）
- 委員會通過交通部所報東西向快速公路東石嘉義線東石至朴子段」可行性評估報告暨建設計畫一案(20070423經建會)[永久]
- 嘉義平原一線牽，台82快速公路 （页面存档备份，存于）

## 外部連結
- 交通部公路總局（页面存档备份，存于）